# Hemicloeina spec
Hemicloeina spec is een spinnensoort uit de familie Trochanteriidae. De soort komt voor in Queensland.